# 거창 성암사
거창 성암사(居昌 聖巖祠)는 대한민국 경상남도 거창군 주상면 연교리에 있는, 한말의 우국지사 이주환과 그의 스승인 송병선, 송병순의 제사를 모시는 사당이다.
1996년 3월 11일 경상남도의 문화재자료 제231호 성암사으로 지정되었다가, 2018년 12월 20일 현재의 명칭으로 변경되었다.

## 개요
한말의 우국지사 이주환과 그의 스승인 송병선, 송병순의 제사를 모시는 사당이다.
송병선(1836∼1905)은 송시열의 9세손이며 송병순의 형이다. 조선 후기 문인이었으나 벼슬길에 오르지 않았고 일제에 의해 강제로 을사조약이 체결되자 반대 운동을 전개하였다. 1905년 12월 국권을 빼앗긴 것을 통분하며 자결하였다.
송병순(1839∼1912)은 송병선의 동생으로 학행이 뛰어났으며 문인들을 지도하여 민족의식을 고취하는데 온 힘을 기울였다. 1905년 불법적인 을사조약 체결로 독립운동을 강행하다가 1912년에는 순국할 것을 결심하고 음독 자결하였다.
현재 이곳은 거창의 유림들을 교육하는 곳으로 사용하고 있다.

## 참고 문헌
- 거창 성암사 - 국가유산청 국가유산포털